# 新道
新道（しんどう/しんみち）は、新たにつくられた道路のことである。対義語は旧道。とりわけ北海道でバイパス道路の固有名詞に新道と名付ける傾向が強い。

## 新道の例
- 函館新道（はこだてしんどう）
- 白鳥新道（はくちょうしんどう）
- 室蘭新道（むろらんしんどう）
室蘭市の室蘭と東室蘭とを結ぶ無料の自動車専用道路。道内において最も古い自動車専用道路である。
- 札幌新道（さっぽろしんどう）
国道5号・国道274号の札幌市内区間における名称。
- 旭川新道（あさひかわしんどう）
- 釧路新道（くしろしんどう）
- 箱根新道（はこねしんどう）
- 逗葉新道（ずようしんどう）
横浜横須賀道路逗子ICと葉山町を結ぶ道路。
- 横浜新道（よこはましんどう）
- 梅田新道（うめだしんみち）
御堂筋の一部区間における古称。西日本における交通の要衝であると同時に、梅田新道交差点とその周辺地域の名称として広く定着している。略称は「梅新」。
- 四国新道（しこくしんみち）